# 安川保次郎
安川 保次郎（やすかわ やすじろう、明治3年2月28日（1870年3月29日） - 大正7年（1918年）6月19日）は、日本の政治家・蚕種業者。衆議院議員

## 来歴
信濃国更級郡小島田村（現長野県長野市）生まれ。家業の蚕種業を継ぎ、明治23年（1890年）更級蚕種会社の幹事長となり、以後更級郡蚕種同業者組合長、長野県蚕種同業組合連合会評議員など、蚕種業界団体の要職を歴任した。
村会議員、更級郡会議員、長野県会議員を経て、明治41年（1908年）第10回衆議院議員総選挙に立憲政友会から出馬して当選した。